# Ольховка (Шадринский район)
Ольховка — село в Шадринском районе Курганской области России. Административный центр Ольховского сельсовета.

## География
Село находится на северо-западе Курганской области, в пределах юго-западной части Западно-Сибирской равнины, в лесостепной зоне, на берегах реки Ичкиной, на расстоянии примерно 24 километров (по прямой) к северо-востоку от города Шадринска, административного центра района. Абсолютная высота — 120 метров над уровнем моря.

### Климат
Климат характеризуется как резко континентальный, с холодной продолжительной малоснежной зимой и тёплым сухим летом. Средняя температура воздуха самого холодного месяца (января) составляет −18 °C (абсолютный минимум — −50 °С); самого тёплого месяца (июля) — 18 °C (абсолютный максимум — 41 °С). Безморозный период длится 192—196 дней. Годовое количество атмосферных осадков — 320—470 мм, из которых большая часть выпадает в тёплый период. Продолжительность периода с устойчивым снежным покровом равна 150—160 дням.
Часовой пояс
Село Ольховка, как и вся Курганская область, находится в часовой зоне МСК+2. Смещение применяемого времени относительно UTC составляет +5:00.

## История
До 1917 года центр Ольховской волости Шадринского уезда Пермской губернии. По данным на 1926 год село Ольховское состояло из 353 хозяйств. В административном отношении являлось центром Ольховского сельсовета и Ольховского района Шадринского округа Уральской области.

## Население
| 1939 | 1959  | 1989  | 2002  | 2010  |
| ---- | ----- | ----- | ----- | ----- |
| 1959 | ↗2877 | ↘2332 | ↘1835 | ↘1473 |

По данным переписи 1926 года в селе проживало 1459 человек (646 мужчин и 813 женщин), в том числе: русские составляли 98 % населения.

### Гендерный состав
По данным Всероссийской переписи населения 2010 года в гендерной структуре населения мужчины составляли 46,8 %, женщины — соответственно 53,2 %.

### Национальный состав
Согласно результатам Всероссийской переписи населения 2002 года, в национальной структуре населения русские составляли 93 %.